# StudioChor Berlin
Der StudioChor Berlin (früher: Studio-Chor Berlin) ist ein gemischter Laienchor.

## Geschichte
Er wurde am 22. April 1969 gegründet. Der Dirigent und Komponist Eddy Rhein und der Vizepräsident des Berliner Sängerbundes (heute Chorverband Berlin), Klaus Scheithe, fanden sich zusammen, um einen Chor zu gründen, der einem Konzept folgte, das im deutschen Chorwesen zu diesem Zeitpunkt zumindest selten anzutreffen war und dem Vorbild der amerikanischen College-Chöre folgte.
Das Repertoire umfasste den Bereich von der Musik aus Film und TV, über die mehrsprachige Folklore, dem Musical und der Operette, bis hin zur Oper und dem sakralen Bereich.
Nachdem nach Aufrufen in den Medien die Neugründung publik geworden war, fanden sich zur ersten Probe etwa 130 Amateursänger und -sängerinnen zusammen. Nach intensiver Probenarbeit konnte der Chor am 25. November 1969 sein Debüt im Berliner Konzertleben in der Berliner Philharmonie mit „Berühmte Opernchöre“ geben. Werke aus Opern von Wagner, Weber, Kreutzer Bizet, Glinka, Borodin, Mascagni und Verdi kamen zur Aufführung. Das nächste Konzert „Manhattan Melody“ folgte am 30. Dezember 1969. Über 60 Konzerte fanden dann in Umsetzung dieses Konzeptes statt.
Am 11. April 1970 erfolgte die Uraufführung von „Canticum sacrum 70“ von Eddy Rhein und am 9. Juni 1976 die Uraufführung von „Botschaft“ von Wolfgang Steffen nach Worten von Ingeborg Drewitz im Rahmen des 75-jährigen Bestehens des Berliner Sängerbundes. Außerdem kamen Werke der Komponisten Bach, Mozart, Faure, Prokofieff, Brahms, Britten, Kodály, Gershwin, Rodgers, Porter und Bernstein zur Aufführung. Dazu gehörten Orpheus und Eurydike (Gluck) und König David (Honegger), sowie – konzertant – Carmina Burana und Catulli Carmina (Orff).
Dann wechselte die Leitung des Chores. Stefan Bevier, der seit 2010 der Chorleiter des London Philharmonia Chorus ist, dem Gegenstück des London Philharmonia Orchestra, übernahm als Dirigent den SCB und führte den Chor vorwiegend in den Bereich der geistlichen Chormusik. Aus diesen Genre kamen weniger bekannte Werke zur Aufführung, unter anderem Chorwerke von Puccini, Saint-Saëns, Haydn, Donizetti, Weber, Vivaldi, Cherubini, Bruckner, Offenbach und Strauss. Im ersten eigenen Konzert unter neuer Leitung wurde am 23. Mai 1988 die Messa di Gloria von Puccini zur Aufführung gebracht.
Konzertreisen führten den Chor innerhalb Deutschlands nach Hannover, Peine, Minden und Trossingen; ins Ausland nach Frankreich/Gagny/Paris, Niederlande/Appeldorn, Ungarn/Budapest, Polen/Waldenburg/Neuerode/Schweidnitz, USA (mit Friendship Force/Brücke der Freundschaft) nach Utah, Colorado und Wyoming.
Im Jahre 1996 übernahm Joachim Geiger die Leitung des Chores. Der erneute Wechsel in der Leitung ging Hand in Hand mit einer Auffrischung in allen vier Stimmlagen, die praktisch einer Neugründung gleichkam. Der Chor ist Mitglied im Chorverband Berlin und einer der Berliner Chöre, die vom Berliner Senat finanziell gefördert werden. Der Chor beging sein 40-jähriges Bestehen am 11. November 2009 in der Berliner Philharmonie mit einem Konzert, das mit Heinrich Ignaz Franz von Bibers Missa Salisburgensis und der Uraufführung des von Dieter Schnebel 2009 für den StudioChor Berlin komponierten „In höchsten Nöten - Bachchoral I“ eine Zeitspanne von drei Jahrhunderten umfasste – beides Stücke, die eine in mehrere Gruppen unterteilte Aufstellung des Chores im Raum verlangen und dadurch eine stark räumliche Klangwirkung erzeugen.
Seit Februar 2016 leitet Alexander Lebek den StudioChor Berlin.